# Universidad de la República

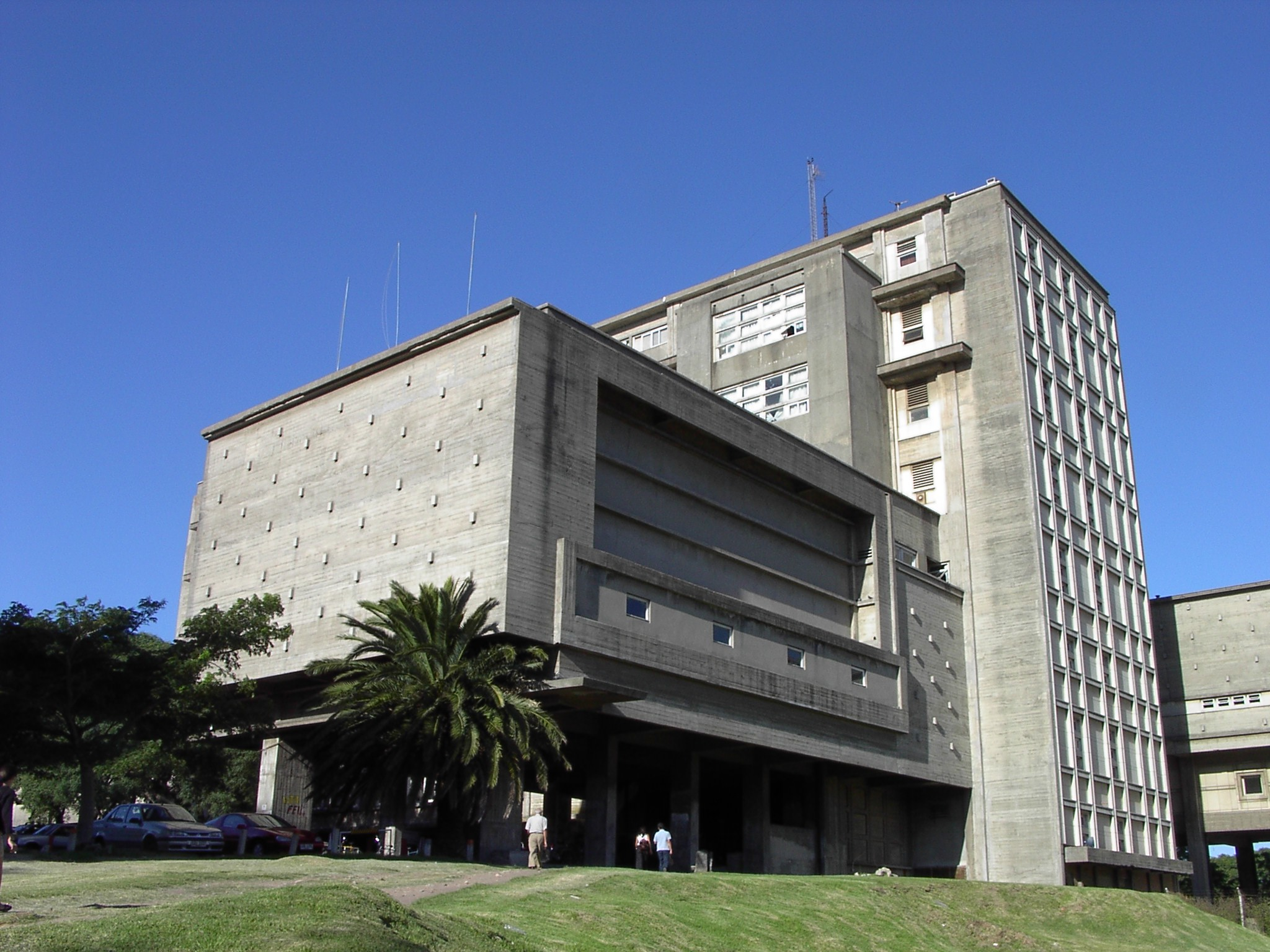
Facultad de Ingeniería

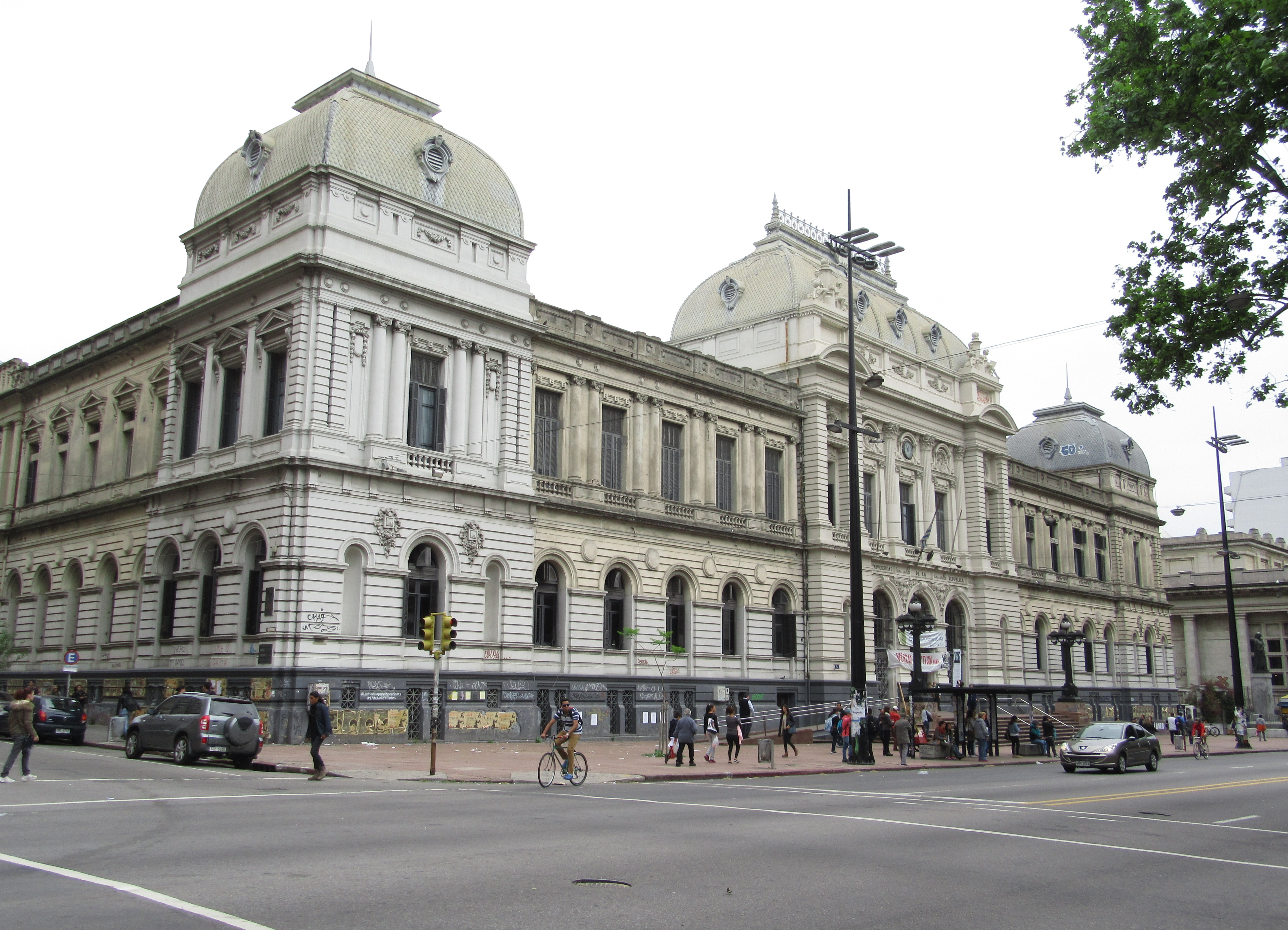
Facultad de Derecho

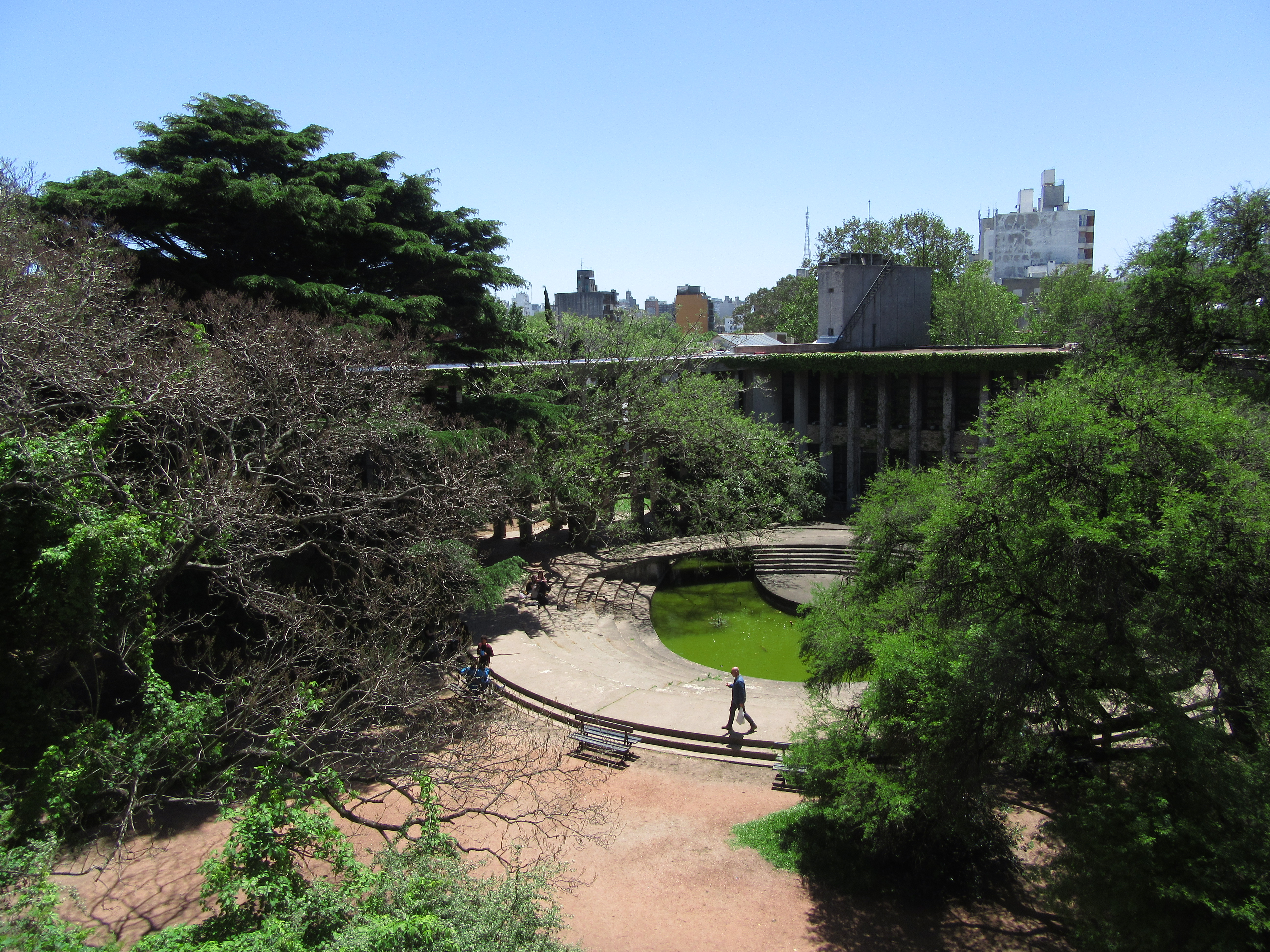
Facultad de Arquitectura

Die Universidad de la República (Deutsch: Universität der Republik; Abkürzung UDELAR, auch UdelaR) ist eine staatliche Universität in Uruguay. Sie ist mit etwa 109.000 Studenten die größte Universität des Landes.

## Geschichte
Ursprung ist eine jesuitische Schule aus dem 18. Jahrhundert. Mit Ausweisung der Jesuiten aus Südamerika 1767 wurde die Schule von Franziskanern aufgebaut. 1787 wurde ein philosophischer und 1793 ein theologischer Lehrstuhl eingerichtet. 1833 wurde die Schule durch den katholischen Geistlichen Dámaso Antonio Larrañaga weiter ausgebaut und mit staatlicher Unterstützung wurden 1836 die Abteilungen Latein, Philosophie, Mathematik, Theologie und Rechtswissenschaft gegründet. Am 27. Mai 1838 wurde die Hochschule als Universidad Mayor de la República durch Präsident Manuel Oribe gegründet. Erst durch Präsident Joaquín Suárez fand am 18. Juli 1849 in Montevideo die offizielle Gründung statt; erster Rektor war der Apostolische Vikar Lorenzo Antonio Fernández.
Studienabschlüsse werden an 14 Fakultäten angeboten. Zur Universität gehört das Universitätsklinikum Hospital de Clínicas "Dr. Manuel Quintela".

## Fakultäten der Universität
Die Universidad de la República beherbergt insgesamt 14 Fachbereiche:
- Facultad de Agronomía
- Facultad de Arquitectura
- Facultad de Ciencias
- Facultad de Ciencias Económicas y de Administración
- Facultad de Ciencias Sociales
- Facultad de Derecho
- Facultad de Enfermería
- Facultad de Humanidades y Ciencias de la Educación
- Facultad de Ingeniería
- Facultad de Medicina
- Facultad de Odontología
- Facultad de Psicología
- Facultad de Química
- Facultad de Veterinaría

## Liste ehemaliger Rektoren der Universität seit 1849
- 1849–1850 Lorenzo Antonio Fernández
- 1850–1852 Manuel Herrera y Obes
- 1852–1854 Florentino Castellanos
- 1854–1859 Manuel Herrera y Obes
- 1859–1864 Fermín Ferreira
- 1864–1865 Joaquín Requena
- 1865–1867 Fermín Ferreira
- 1867–1869 Carlos de Castro
- 1869–1871 Pedro Bustamante
- 1871–1873 Plácido Ellauri
- 1873–1874 Gonzalo Ramírez
- 1875–1876 Plácido Ellauri
- 1876–1878 Martín Berinduague
- 1878–1880 Alejandro Magariños Cervantes
- 1880–1882 Alfredo Vásquez Acevedo
- 1882–1884 José Pedro Ramírez
- 1884–1893 Alfredo Vásquez Acevedo
- 1893–1995 Pablo de María
- 1895–1899 Alfredo Vásquez Acevedo
- 1899–1902 Pablo de María
- 1902–1904 Claudio Williman
- 1904–1907 Eduardo Acevedo
- 1907–1908 Francisco Soca
- 1908–1911 Pablo de María
- 1911–1912 Eduardo Brito del Pino
- 1912–1916 Claudio Williman
- 1916–1922 Emilio Barbaroux
- 1922–1928 Elías Regules
- 1928–1930 Carlos Vaz Ferreira
- 1930–1931 José Espalter
- 1931–1934 Andrés Pacheco
- 1935–1941 Carlos Vaz Ferreira
- 1941–1948 José Pedro Varela
- 1948–1956 Leopoldo C. Agorio
- 1956–1964 Mario Cassinoni
- 1964–1966 Juan José Crottogini
- 1966–1972 Oscar Maggiolo
- 1972–1973 Samuel Lichtensztejn
- 1973–1985 Edmundo Narancio, Gustavo Nicolich, Jorge Anselmi, Enrique Viana Reyes, Raquel Lombardo de De Betolaza, Luis Antonio Menafra, Gonzalo Lapido Díaz[4]
- 1985–1989 Samuel Lichtensztejn
- 1989–1989 Jorge Brovetto
- 1990–1994 Jorge Brovetto
- 1994–1998 Jorge Brovetto
- 1998–2002 Rafael Guarga
- 2002–2006 Rafael Guarga
- 2006–2010 Rodrigo Arocena
- 2010–2014 Rodrigo Arocena
- 2014–2018 Roberto Markarian[5][6][7][8]

## Bekannte Alumni
- José Bayardi (* 1955), Politiker
- Pablo Carlevaro (1927–2015), Mediziner und Autor
- Carlos Vaz Ferreira (1872–1958), Philosoph, Rechtsanwalt und Schriftsteller
- José Luis Massera (1915–2002), Politiker und Mathematiker
- Gabriel Paternain
- Mario Wschebor